# Paragonista hyalina
Paragonista hyalina är en insektsart som beskrevs av Sigfrid Ingrisch 1989. Paragonista hyalina ingår i släktet Paragonista och familjen gräshoppor. Inga underarter finns listade i Catalogue of Life.